# Medicinsk turism
Medicinsk turism definieras som patientrörelser från högutvecklade länder till mindre utvecklade länder för medicinsk behandling, eller förr vanligen tvärtom. Begreppet myntades ursprungligen av resebyråer och massmedia för att beskriva denna resetrend. Den medicinska turismen innefattar praktiskt taget varje typ av hälso- och sjukvård, inklusive komplicerade operationer, tandvård, psykiatri, alternativa behandlingar och skönhetsoperationer.

## Medicinsk turism i olika regioner

### Mellanöstern
Turkiet attraherar medicinska turister från Europa, Balkan, USA, Eurasien och Mellanöstern. Totalt behandlas omkring 200 000 utländska personer per år.